# Sơn Trường
Sơn Trường là một xã thuộc huyện Hương Sơn, tỉnh Hà Tĩnh, Việt Nam.
Cách trung tâm huyện Hương Sơn 5 km và cách thủ đô Hà Nội khoảng 342 km về phía nam. Là một xã miền núi phía tây tỉnh Hà Tĩnh.

## Tóm tắt thông tin xãSơn Trường[3]
Hành Trình Phát Triển Và Thành Tựu Nổi Bật
Lịch Sử Hình Thành Và Phát Triển
Sơn Trường, một xã thuộc huyện Hương Sơn, tỉnh Hà Tĩnh, được thành lập cách đây 70 năm, tách ra từ xã Phúc Dương. Ban đầu, xã gồm 7 xóm với 292 hộ dân và 1.197 nhân khẩu. Qua thời gian, Sơn Trường đã trải qua nhiều thăng trầm, từ những năm tháng khó khăn đến khi vươn lên trở thành một trong những xã phát triển nổi bật của huyện.
Tên gọi Sơn Trường được đặt theo đặc điểm địa lý đặc trưng: xã dài gần 10 km, nằm giữa hai dãy núi Đòi và Tràm Mây, bao bọc một thung lũng đồng lúa mênh mông. Sơn Trường là một vùng đất giàu truyền thống cách mạng, nơi đã chứng kiến nhiều cuộc kháng chiến, từ Cần Vương đến Xô viết Nghệ Tĩnh và các cuộc kháng chiến chống thực dân Pháp và đế quốc Mỹ.
Điều Kiện Tự Nhiên Và Kinh Tế
Sơn Trường có diện tích 1.949,41 ha, chủ yếu là đất nông nghiệp và lâm nghiệp, với 10 thôn và dân số gần 4.000 người. Đặc điểm tự nhiên của xã là rừng núi, đồng lúa và các khe suối nhỏ như Đập Mỏ Kẹc, Đập Bãi Sậy. Nông nghiệp là ngành chủ yếu, với các sản phẩm như lúa, ngô, khoai, và cam bù, cam chanh – những sản phẩm đặc sản nổi tiếng. Bên cạnh đó, lâm nghiệp và chăn nuôi, đặc biệt là hươu sao lấy nhung, cũng đóng vai trò quan trọng trong phát triển kinh tế.
Thành Tựu Nổi Bật
Sơn Trường đã đạt được nhiều thành tựu quan trọng trong phát triển kinh tế và xã hội. Trong suốt hơn 13 năm thực hiện Chương trình xây dựng Nông thôn mới, xã đã huy động hàng nghìn ngày công lao động và hàng trăm tỷ đồng để cải thiện cơ sở hạ tầng, đặc biệt là giao thông nông thôn. Hơn 50.000 m² đất đã được hiến để mở rộng 48 km đường giao thông nông thôn, 2.000 cây bóng mát được trồng và 210 mô hình kinh tế đã được phát triển.
Danh Hiệu Nông Thôn Mới
Sơn Trường đã được công nhận Nông thôn mới vào năm 2019 và Nông thôn mới nâng cao vào năm 2021. Tất cả các thôn trong xã đều đạt danh hiệu khu dân cư nông thôn mới kiểu mẫu và thôn văn hóa. Các trường học và trạm y tế đều đạt chuẩn quốc gia, nâng cao chất lượng sống cho người dân. Thu nhập bình quân đầu người đạt 51,5 triệu đồng/năm, tỷ lệ hộ nghèo giảm xuống còn 2,71%.
Hướng Đến Tương Lai: Sáp Nhập Và Phát Triển
Sơn Trường sẽ sáp nhập với xã Sơn Hàm vào năm 2025, tạo thành xã Hàm Trường. Đây là bước đi quan trọng trong quá trình tái cơ cấu hành chính, giúp tạo điều kiện thuận lợi hơn cho phát triển kinh tế và xã hội. Tuy nhiên, dù sáp nhập, tên gọi Sơn Trường vẫn sẽ mãi là biểu tượng của mảnh đất kiên cường, nơi lưu giữ những ký ức về công lao cha ông.
Thuận Lợi Và Khó Khăn
Sơn Trường có thuận lợi lớn khi trục đường Hồ Chí Minh chạy qua, tạo điều kiện giao thương, phát triển kinh tế. Tuy nhiên, xã vẫn đối mặt với nhiều khó khăn, nhất là về cơ sở hạ tầng chưa đồng bộ và địa hình phức tạp. Nông nghiệp mặc dù là ngành chủ yếu nhưng vẫn phải đối mặt với những thử thách từ điều kiện thời tiết khắc nghiệt và sản xuất manh mún.
Kết Luận
Sơn Trường, từ một xã nhỏ với những khó khăn ban đầu, đã vươn lên mạnh mẽ và trở thành một biểu tượng của sự phát triển bền vững. Với những thành tựu trong xây dựng Nông thôn mới và các mô hình kinh tế đặc sản, xã đã và đang hướng tới một tương lai tươi sáng. Khi sáp nhập để trở thành xã Hàm Trường, xã sẽ tiếp tục duy trì và phát huy những truyền thống tốt đẹp, hướng đến một cộng đồng phát triển toàn diện và bền vững.

## Diện tích và dân số
Xã Sơn Trường có diện tích 19,07 km². Theo Tổng điều tra dân số năm 1999 là 3.877 người, mật độ dân số đạt 203 người/km².

## Địa giới hành chính
Xã Sơn Trường nằm ở phía nam của huyện Hương Sơn.
- Phía đông giáp xã Sơn Mai;
- Phía nam giáp xã Sơn Thọ của huyện Vũ Quang;
- Phía tây bắc giáp xã Sơn Hàm và một phần xã Sơn Thọ ở phía tây và tây nam;
- Phía bắc giáp xã Sơn Phú.

Phía đông là dãy núi Đòi trải dài từ bắc tới nam, núi Đòi là dãy núi phân định hai xã Sơn Trường và Sơn Mai.
Phía Tây xã còn có ngọn núi Tràm Mây. Ngọn núi Tràm Mây thuộc các xã Sơn Hàm, Sơn Trường và Sơn Thọ.

## Hành chính
Xã Sơn Trường gồm 10 thôn (xóm): thôn 1, thôn 2, thôn 3, thôn 4, thôn 5, thôn 6, thôn 7, thôn 8, thôn 9, thôn 10.
Trung tâm và các cơ quan của xã như Ủy ban Nhân Dân xã, trạm y tế xã đều thuộc địa phận xóm 3.

## Sản xuất kinh tế[5]
Sản xuất kinh tế của xã Sơn Trường chủ yếu dựa vào những đặc sản nổi bật như cam bù, nhung hươu và kẹo cu đơ, mang lại giá trị kinh tế lớn cho người dân. Cam bù, giống cam truyền thống của vùng Hương Sơn, có đặc điểm là thu hoạch vào dịp Tết Nguyên Đán, nên rất được giá, góp phần tăng nguồn thu cho người dân để đón chào năm mới. Với vỏ mỏng, múi mọng nước và vị ngọt thanh, chua nhẹ, cam bù trở thành món quà đặc trưng không thể thiếu trong dịp Tết. Được trồng chủ yếu trên các triền đồi, cam bù phát triển tốt trong khí hậu miền núi và trở thành nguồn thu nhập chính của nhiều hộ gia đình, đồng thời có tiềm năng xuất khẩu, giúp nâng cao đời sống người dân.
Bên cạnh đó, việc trồng lúa cũng đạt năng suất cao với những thung lũng cánh đồng lúa trải dài hàng chục km, góp phần quan trọng vào nền kinh tế nông nghiệp của xã. Các loại cây trồng khác như ngô, khoai cũng phát triển mạnh mẽ trong điều kiện khí hậu thuận lợi.
Ngoài nông nghiệp, chăn nuôi gia cầm, lợn thịt và heo rừng cũng là một phần không thể thiếu trong hoạt động sản xuất của Sơn Trường. Người dân nơi đây chú trọng đến việc phát triển chăn nuôi với các phương pháp bền vững, tạo ra nguồn thực phẩm phong phú và ổn định nguồn thu nhập.
Một đặc sản khác không thể không nhắc đến là kẹo cu đơ – món quà đặc trưng của vùng đất Sơn Trường nói riêng và Hà Tĩnh nói chung. Kẹo cu đơ thường được làm từ những nguyên liệu truyền thống như lạc, mật mía, gừng... rồi kẹp vào bánh tráng mang hương vị ngọt bùi đặc biệt dễ dàng chiếm trọn cảm tình của người thưởng thức. Đây là món ăn đặc sản được nhiều người ưa chuộng và làm quà biếu.
Sơn Trường còn phát triển nghề trồng rừng và các dịch vụ khác, không chỉ mang lại giá trị kinh tế từ gỗ mà còn giúp bảo vệ môi trường và phát triển du lịch sinh thái.
Cam bù, nhung hươu, kẹo cu đơ, cùng với các sản phẩm nông nghiệp và dịch vụ khác, đều góp phần khẳng định thương hiệu nông sản đặc sản của Sơn Trường, nâng cao vị thế và giá trị kinh tế cho cộng đồng địa phương.
Hai loại đặc sản nổi tiếng nhất của Sơn Trường:
- Cam bù Sơn Trường:

Đặc điểm nổi bật:
Cam bù là giống cam truyền thống nổi tiếng của vùng Hương Sơn, nổi bật với vỏ mỏng, bóng mượt, màu vàng cam đặc trưng. Múi cam mọng nước, vị ngọt thanh và pha chút chua nhẹ, mang đến cảm giác tươi mát. Cam bù thường được thu hoạch vào dịp Tết Nguyên Đán, trở thành món quà ý nghĩa không thể thiếu trên mâm quả ngày Tết, góp phần tăng nguồn thu cho người dân trong dịp lễ hội.
Điều kiện trồng trọt:
Cam bù được trồng chủ yếu trên các triền đồi và đất phù sa tại Sơn Trường, nơi có khí hậu miền núi thuận lợi, với nhiệt độ và độ ẩm phù hợp giúp cây cam phát triển mạnh mẽ, cho ra những quả cam chất lượng cao.
Giá trị kinh tế:
Cam bù là một trong những nguồn thu nhập chính của người dân Sơn Trường. Đặc sản này không chỉ tiêu thụ mạnh trong nước mà còn có tiềm năng xuất khẩu, giúp cải thiện đời sống người dân và đưa thương hiệu Sơn Trường vang xa, nhất là trong dịp Tết Nguyên Đán.
- Nhung hươu Sơn Trường

Nguồn gốc:
Sơn Trường, cùng với các xã trong huyện Hương Sơn, được biết đến là "thủ phủ nuôi hươu sao" của Việt Nam. Nghề nuôi hươu sao lấy nhung đã có từ lâu đời, trở thành nét văn hóa đặc trưng của vùng đất này.
Đặc điểm và giá trị của nhung hươu:
Nhung hươu là lớp sừng non của hươu sao, có màu hồng nhạt, mềm và nhiều lông. Đây là loại dược liệu quý trong y học cổ truyền, chứa nhiều chất dinh dưỡng như protein, collagen, và khoáng chất, giúp tăng cường sức khỏe, bồi bổ cơ thể và cải thiện miễn dịch.
Phương thức nuôi dưỡng:
Hươu sao ở Sơn Trường được nuôi theo phương pháp bán hoang dã, tận dụng thức ăn tự nhiên như lá cây, cỏ, và bổ sung thêm ngô, khoai. Với điều kiện thiên nhiên thuận lợi, đàn hươu tại đây luôn khỏe mạnh và cho ra sản phẩm nhung hươu chất lượng cao.
Vai trò kinh tế:
Nhung hươu là đặc sản nổi tiếng không chỉ trong nước mà còn có tiềm năng xuất khẩu, mang lại giá trị kinh tế lớn cho người dân Sơn Trường. Việc nuôi hươu sao lấy nhung đã giúp nâng cao đời sống của bà con, đồng thời khẳng định thương hiệu sản phẩm nông sản đặc trưng của địa phương.
Cả cam bù và nhung hươu đều góp phần nâng cao đời sống người dân Sơn Trường, đồng thời quảng bá hình ảnh của quê hương, khẳng định thương hiệu nông sản đặc sản Việt Nam. Những sản phẩm này không chỉ có giá trị kinh tế mà còn là niềm tự hào của người dân Sơn Trường, thúc đẩy phát triển kinh tế bền vững và đưa địa phương trở thành trung tâm nông sản tiêu biểu của tỉnh Hà Tĩnh.
Sơn Trường có hai đập chứa nước lớn phục vụ cho sản xuất nông nghiệp là đập Mỏ Kẹc và đập Bãi Sậy. Ngoài hai con đập này, xã còn có một số đập nhỏ khác, nhưng Mỏ Kẹc và Bãi Sậy có diện tích mặt nước lớn và cảnh quan thiên nhiên đẹp. Đập Mỏ Kẹc có chu vi mặt nước khoảng 4,5 km, độ sâu trung bình 15m, diện tích mặt nước 156.676 m² và trữ lượng nước xấp xỉ 2,35 triệu m³. Đập Bãi Sậy có trữ lượng nước lớn hơn, khoảng 2,42 triệu m³. Hai con đập này cung cấp đủ nước tưới tiêu cho các xóm 6, 7 và xóm 4, 5.
Trước đây, mùa hè ở Sơn Trường thường gặp tình trạng khô hạn, nhưng từ khi có hai con đập này, vấn đề cung cấp nước vào mùa hạn cho đồng ruộng đã được giải quyết, giúp tăng trưởng sản xuất nông nghiệp và cải thiện đời sống cho người dân. Bên cạnh đó, hai đập này còn đóng vai trò quan trọng trong việc điều tiết nước và bảo vệ môi trường, góp phần duy trì sự bền vững cho hệ sinh thái địa phương.

## Giao thông
Đường Hồ Chí Minh là tuyến giao thông chính chạy dọc qua xã Sơn Trường, góp phần rất lớn cho người dân ở đây sản xuất kinh tế và di chuyển dễ dàng hơn. Đường Hồ Chí Minh đoạn qua xã Sơn Trường hoàn thành đã thay thế cho đường 71 cũ trước đây.

## Hình ảnh xãSơn Trường

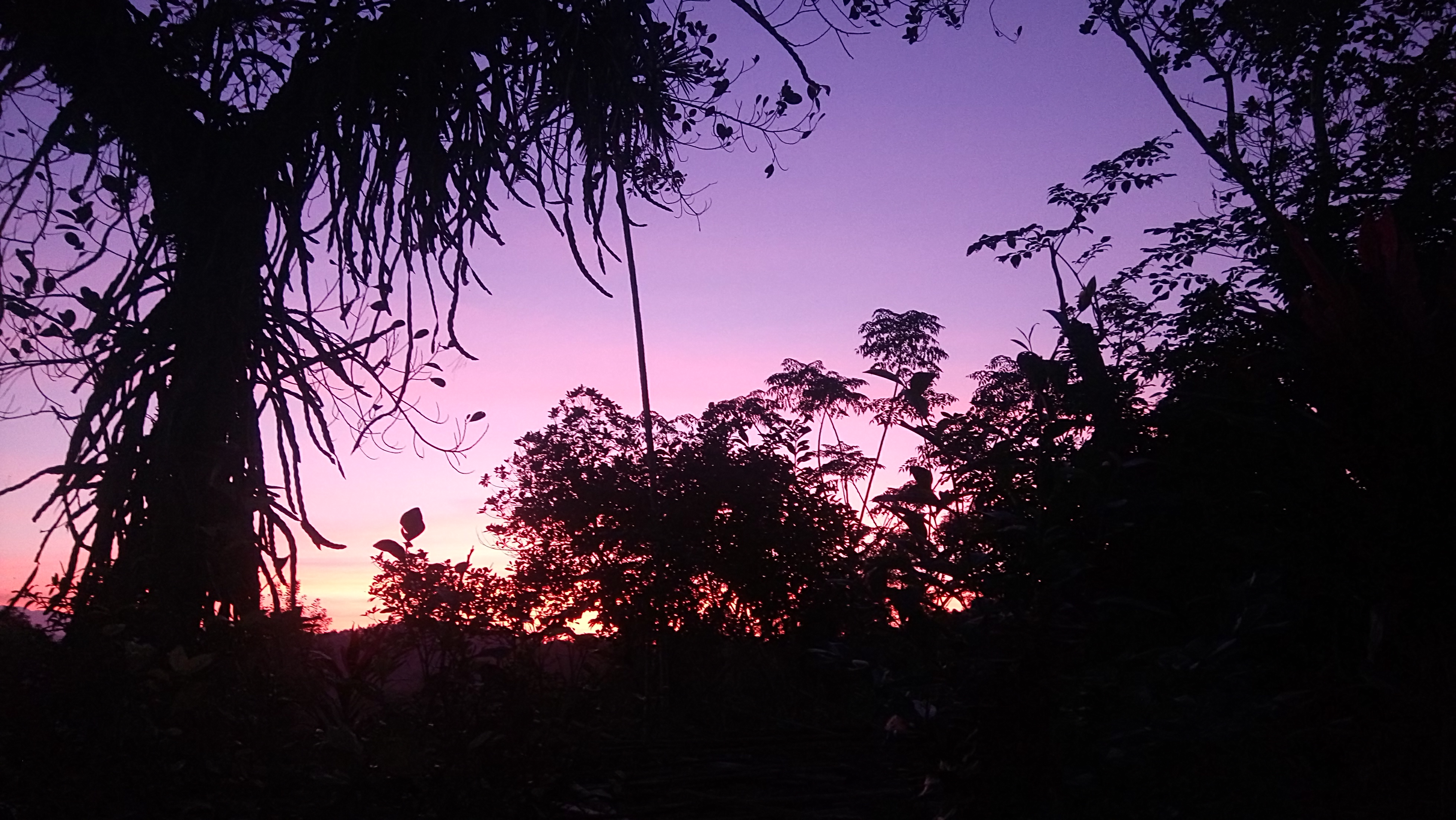
Cận cảnh núi Tràm Mây trước lúc mặt trời lặnNúi Tràm MâyNúi Đòi lúc bình minhCảnh hoàng hôn nhìn về phía núi Tràm Mây.
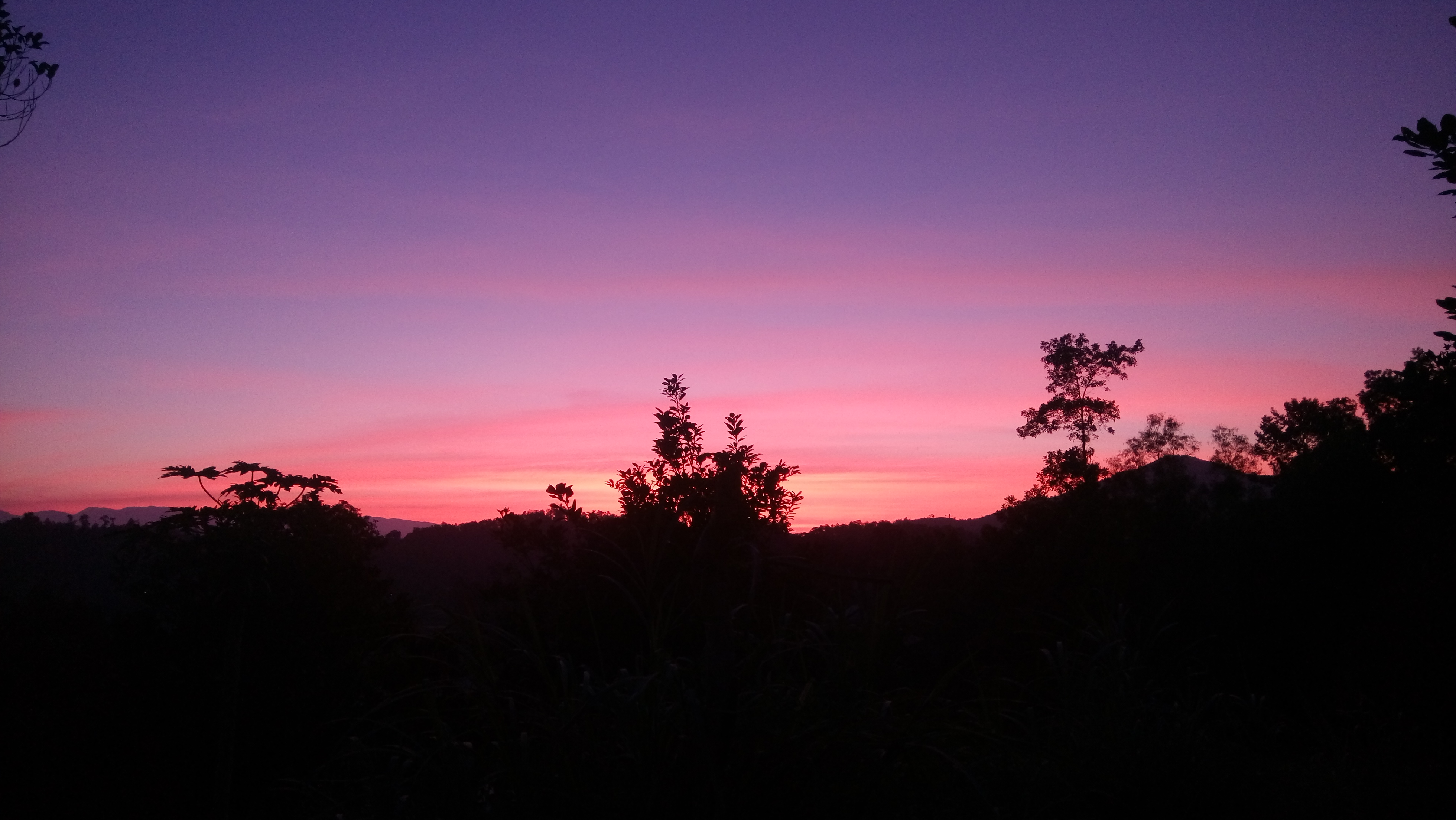
Cảnh hoàng hôn nhìn về phía núi Tràm Mây.
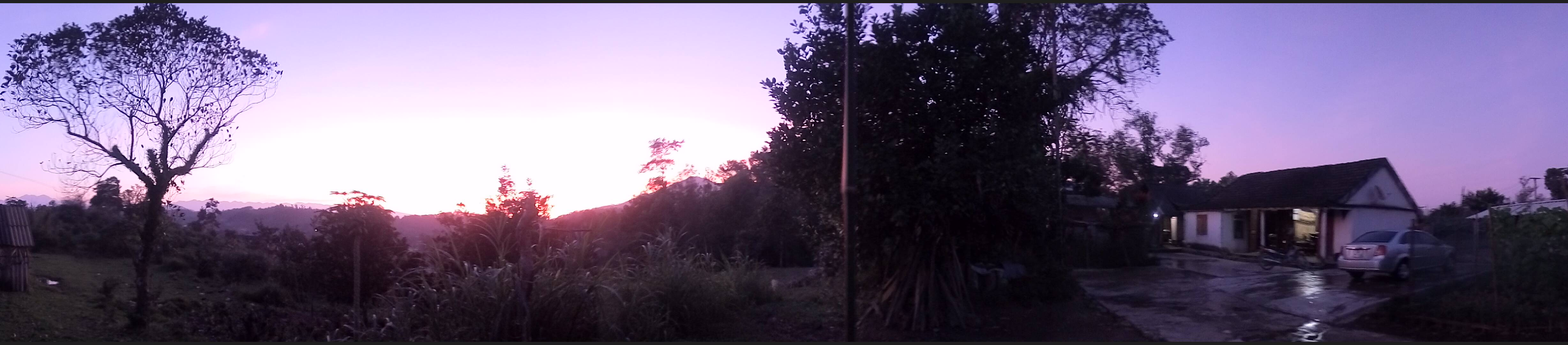
Quang cảnh nhà của một hộ gia đình gần núi Tràm Mây.
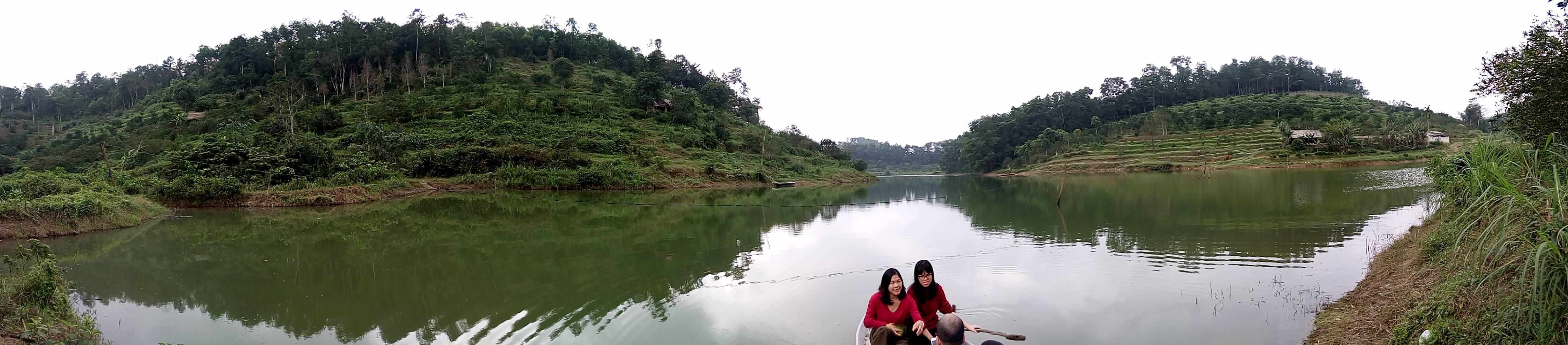
Cảnh đẹp trên đập Mỏ Kẹc.
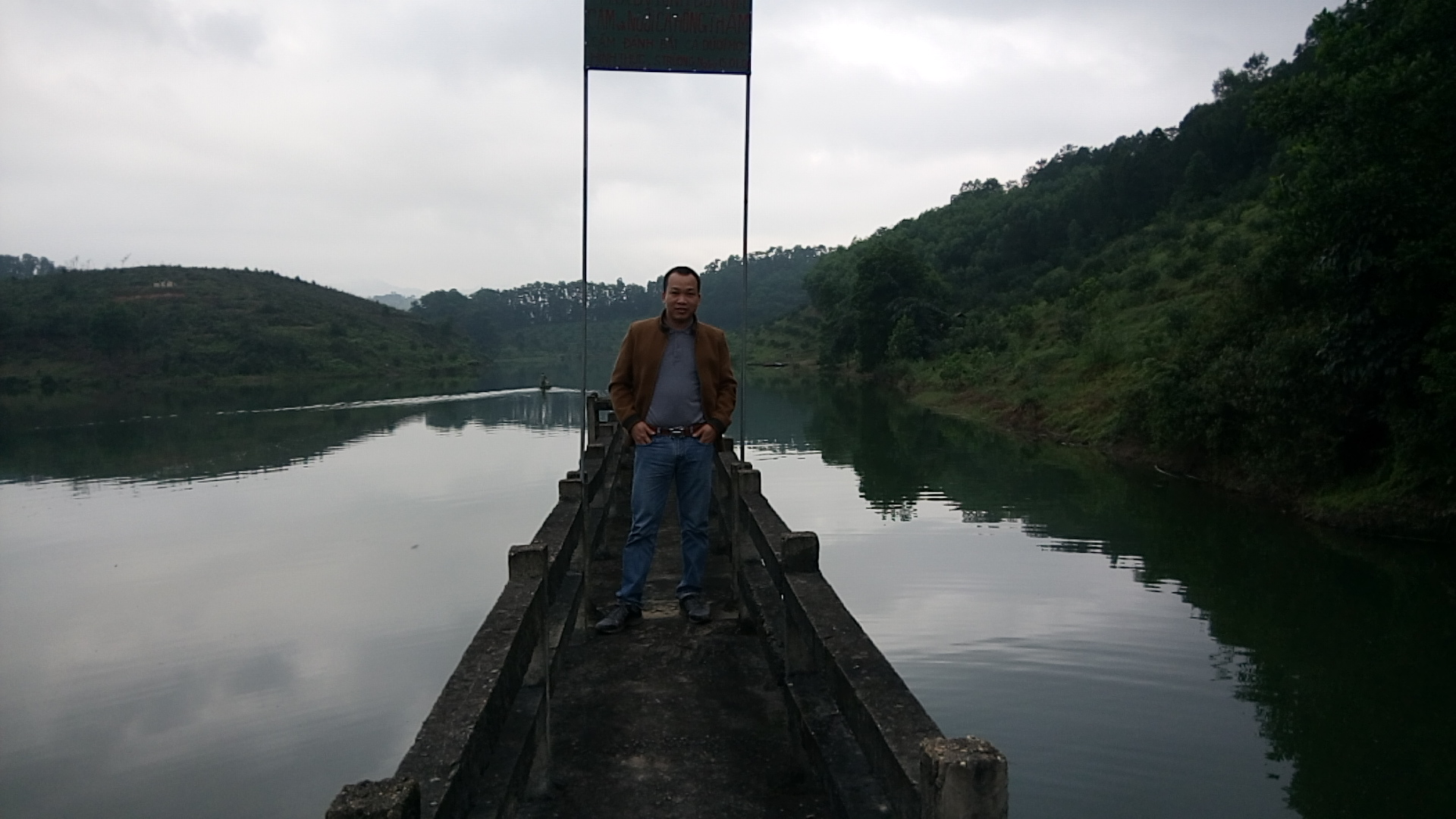
Cống xả nước đập Mỏ Kẹc.
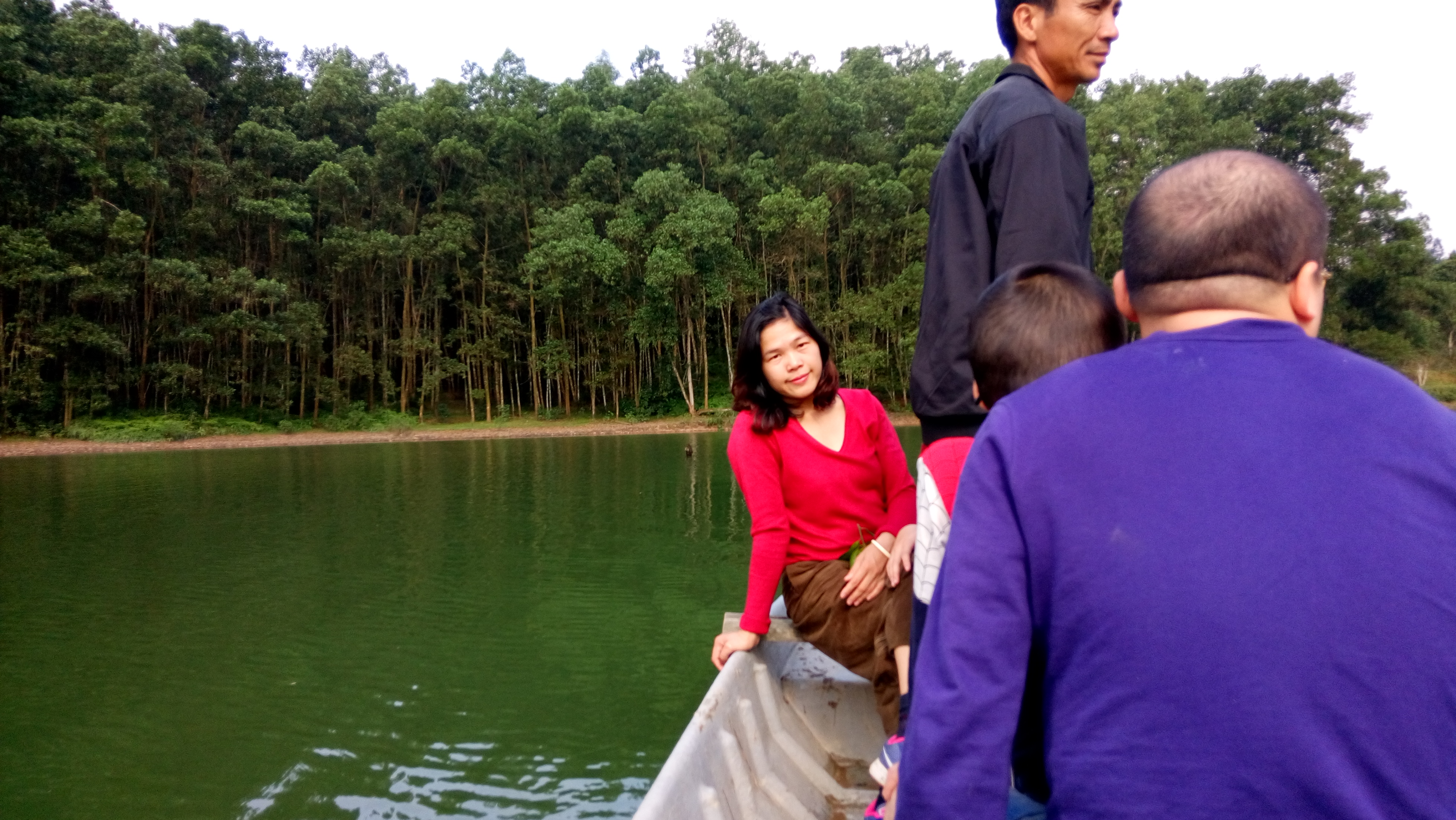
Du thuyền trên đập Mỏ Kẹc.
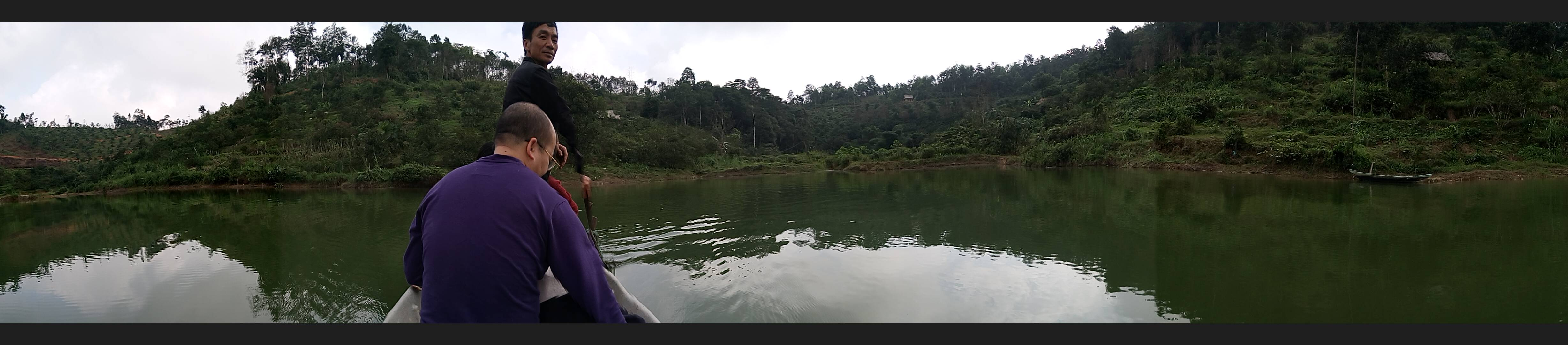
Mặt nước đập Mỏ Kẹc.
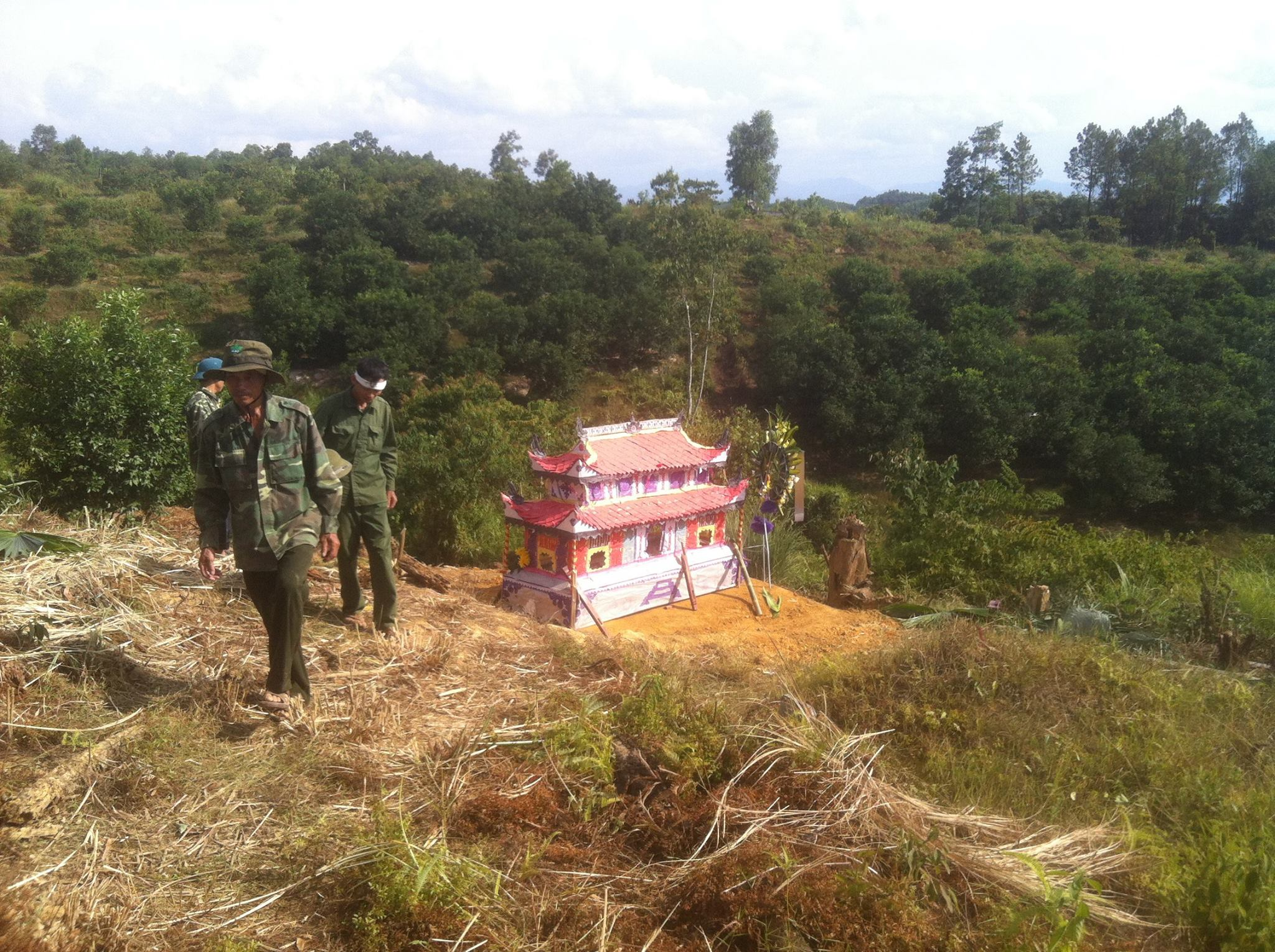
Ngôi nhà giấy dành cho người qua đời vừa chôn cất. Đây là nơi an nghỉ cuối cùng của một người sau khi chết, người thân thường làm cho họ một ngôi nhà bằng giấy màu sắc và hình dáng đẹp nhất.